# Мюнхвайлер-ан-дер-Родальб
Мюнхвайлер-ан-дер-Родальб (нім. Münchweiler an der Rodalb) — громада в Німеччині, розташована в землі Рейнланд-Пфальц. Входить до складу району Південно-Західний Пфальц. Складова частина об'єднання громад Родальбен.
Площа — 27,19 км2. Населення становить 2866 ос. (станом на 31 грудня 2020).